# Moschee in Ağdam

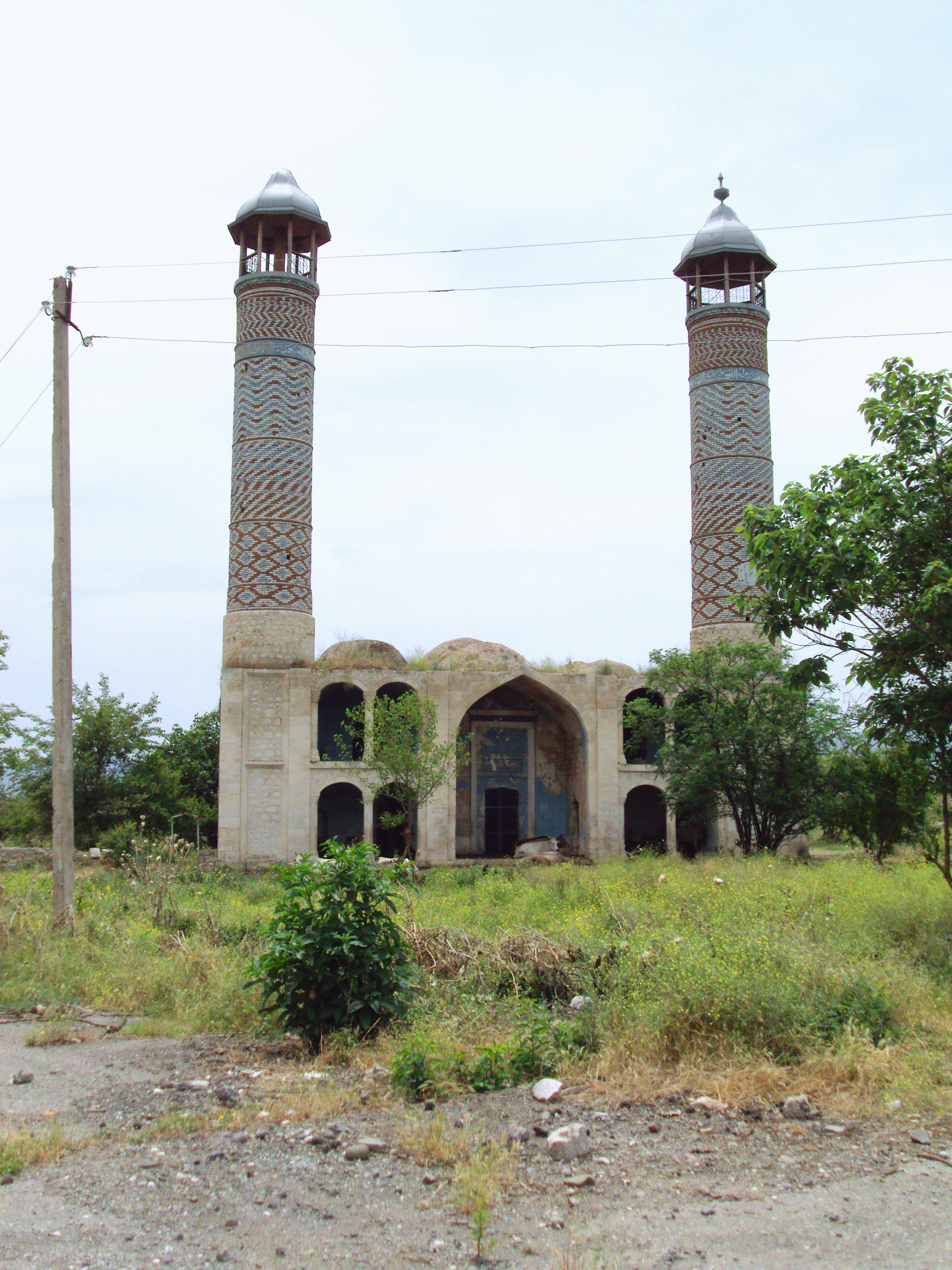
Moschee in Ağdam, 2010

Die Moschee von Ağdam (aserbaidschanisch Ağdam məscidi) liegt in der Geisterstadt Ağdam von Aserbaidschan, rund 360 Kilometer westlich von Baku.

## Geschichte und Architektur
Die Moschee von Ağdam wurde zwischen 1868 und 1870 nach Entwürfen des aserbaidschanischen Architekten Karbalaji Safi-Chan Karabagi erbaut. Die architektonische Gestalt orientiert sich nach Bautradition sämtlicher in der Karabach-Region befindlicher Gebetshäuser (etwa die Moscheen in Şuşa, Füzuli oder Horadiz). Typische Merkmale dieser Konstruktionsart sind durch 6 Steinsäulen getrennte dreischiffige Gebetshallen, dreistrahlige Iwane, zwei aus Ziegelsteinen bestehende und zylinderförmige Minaretten, Verwendung von Kuppeldecken etc.

## Beschädigung
Während des Bergkarabachkonfliktes zwischen Armenien und Aserbaidschan wurden im Jahr 1992 die Opfer des Massakers von Chodschali in die Moschee von Ağdam gebracht. Bei der Eroberung Ağdams durch die armenischen Streitkräfte am 23. Juli 1993 wurden Dach und Dachboden der Moschee beschädigt und Fenster, Türen sowie der Marmorfußboden zerstört. Die Moschee mit ihren beiden Minaretten ist eines der wenigen Gebäude der Stadt, die noch erhalten sind.

## Gegenwart

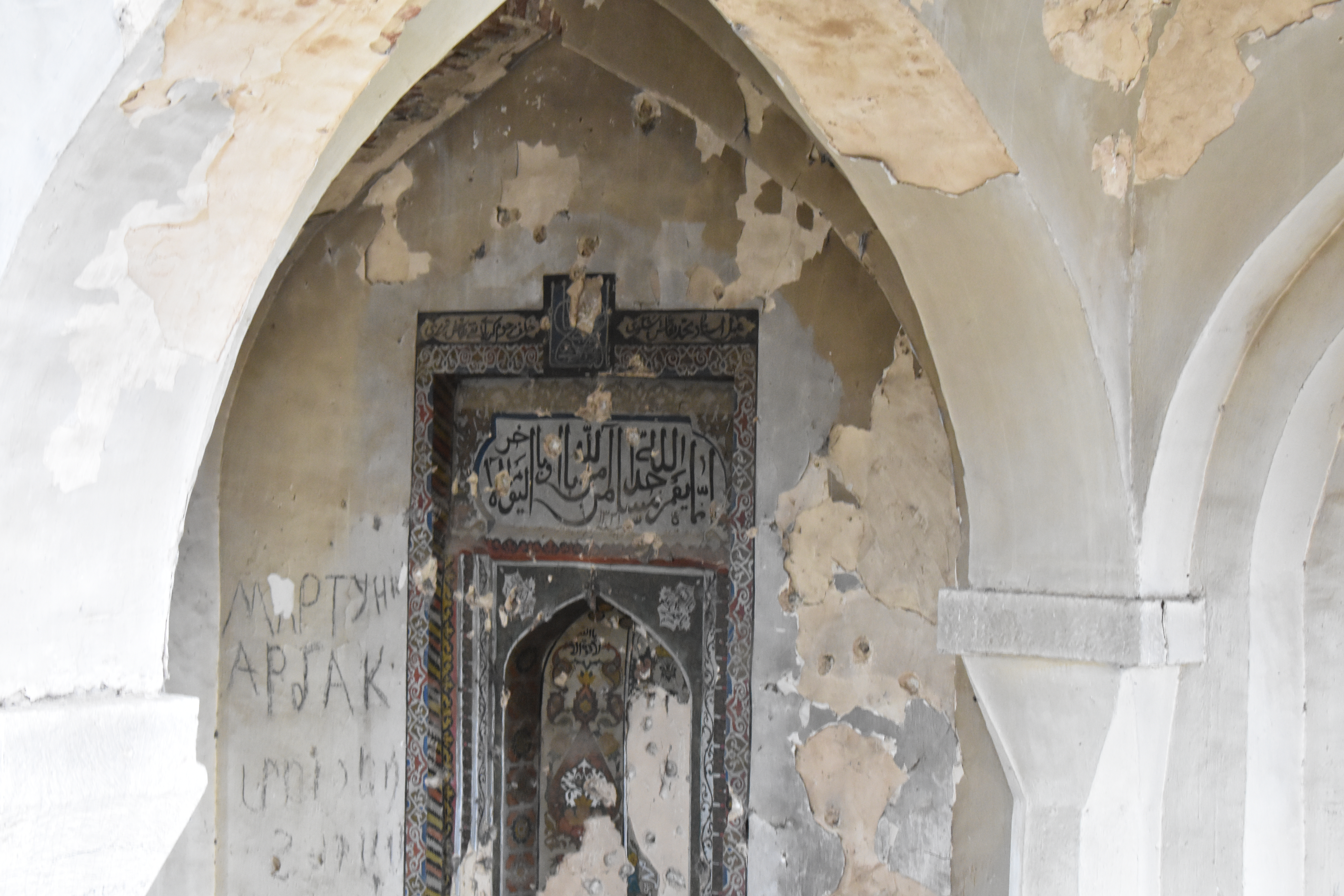
Beschmierter und verfallener Innenraum (Gebetshalle) mit Mihrāb

Nach 28 Jahren unter armenischer Besatzung erfolgte am 20. November 2020 gemäß dem trilateralen Waffenstillstandsabkommen zwischen Armenien, Aserbaidschan und Russland über die Beendigung der Kriegshandlungen in Bergkarabach die Rückgabe der Stadt Ağdam an Aserbaidschan. Am selben Tag fand der erste Gottesdienst in der Moschee statt. Wie Associated Press berichtete, wurde das Gotteshaus, dessen Wände mit Graffiti beschmiert worden waren, jahrelang als Schweine- bzw. Kuhstall genutzt.